# Guissény
Guissény (bretonisch Gwiseni) ist eine französische Gemeinde im Nordwesten der Bretagne im Département Finistère. Der Badeort an der Ärmelkanalküste hat 1974 Einwohner (Stand 1. Januar 2022). Brest liegt 28 Kilometer südlich und Paris etwa 500 Kilometer östlich. An der östlichen Gemeindegrenze mündet der Fluss Quillimadec in die Bucht von Guissény.
Die Bewohner werden Guisséniens und Guisséniennes genannt.

## Bevölkerungsentwicklung
| Guissény: Einwohnerzahlen von 1793 bis 2016                                                                                | Guissény: Einwohnerzahlen von 1793 bis 2016 | Guissény: Einwohnerzahlen von 1793 bis 2016 | Guissény: Einwohnerzahlen von 1793 bis 2016 | Guissény: Einwohnerzahlen von 1793 bis 2016 |
| --- | ------------------------------------------- | ------------------------------------------- | ------------------------------------------- | ------------------------------------------- |
| Jahr |                                             |                                             |                                             | Einwohner                                   |
| 1793 | 1793                                        |                                             | 1.125                                       | 1.125                                       |
| 1800 | 1800                                        |                                             | 3.057                                       | 3.057                                       |
| 1806 | 1806                                        |                                             | 2.878                                       | 2.878                                       |
| 1821 | 1821                                        |                                             | 2.746                                       | 2.746                                       |
| 1831 | 1831                                        |                                             | 2.894                                       | 2.894                                       |
| 1836 | 1836                                        |                                             | 3.039                                       | 3.039                                       |
| 1841 | 1841                                        |                                             | 3.102                                       | 3.102                                       |
| 1846 | 1846                                        |                                             | 3.065                                       | 3.065                                       |
| 1851 | 1851                                        |                                             | 3.181                                       | 3.181                                       |
| 1856 | 1856                                        |                                             | 3.045                                       | 3.045                                       |
| 1861 | 1861                                        |                                             | 3.052                                       | 3.052                                       |
| 1866 | 1866                                        |                                             | 3.014                                       | 3.014                                       |
| 1872 | 1872                                        |                                             | 3.012                                       | 3.012                                       |
| 1876 | 1876                                        |                                             | 3.008                                       | 3.008                                       |
| 1881 | 1881                                        |                                             | 2.813                                       | 2.813                                       |
| 1886 | 1886                                        |                                             | 2.683                                       | 2.683                                       |
| 1891 | 1891                                        |                                             | 2.603                                       | 2.603                                       |
| 1896 | 1896                                        |                                             | 2.564                                       | 2.564                                       |
| 1901 | 1901                                        |                                             | 2.522                                       | 2.522                                       |
| 1906 | 1906                                        |                                             | 2.665                                       | 2.665                                       |
| 1911 | 1911                                        |                                             | 2.705                                       | 2.705                                       |
| 1921 | 1921                                        |                                             | 2.658                                       | 2.658                                       |
| 1926 | 1926                                        |                                             | 2.806                                       | 2.806                                       |
| 1931 | 1931                                        |                                             | 2.878                                       | 2.878                                       |
| 1936 | 1936                                        |                                             | 2.899                                       | 2.899                                       |
| 1946 | 1946                                        |                                             | 2.950                                       | 2.950                                       |
| 1954 | 1954                                        |                                             | 2.778                                       | 2.778                                       |
| 1962 | 1962                                        |                                             | 2.368                                       | 2.368                                       |
| 1968 | 1968                                        |                                             | 2.104                                       | 2.104                                       |
| 1975 | 1975                                        |                                             | 1.948                                       | 1.948                                       |
| 1982 | 1982                                        |                                             | 1.887                                       | 1.887                                       |
| 1990 | 1990                                        |                                             | 1.850                                       | 1.850                                       |
| 1999 | 1999                                        |                                             | 1.783                                       | 1.783                                       |
| 2006 | 2006                                        |                                             | 1.811                                       | 1.811                                       |
| 2011 | 2011                                        |                                             | 2.026                                       | 2.026                                       |
| 2016 | 2016                                        |                                             | 2.002                                       | 2.002                                       |
| Quelle(n): EHESS/Cassini bis 1999, INSEE ab 2006 Anmerkung(en): Ab 1962 offizielle Zahlen ohne Einwohner mit Zweitwohnsitz |                                             |                                             |                                             |                                             |

## Sehenswürdigkeiten

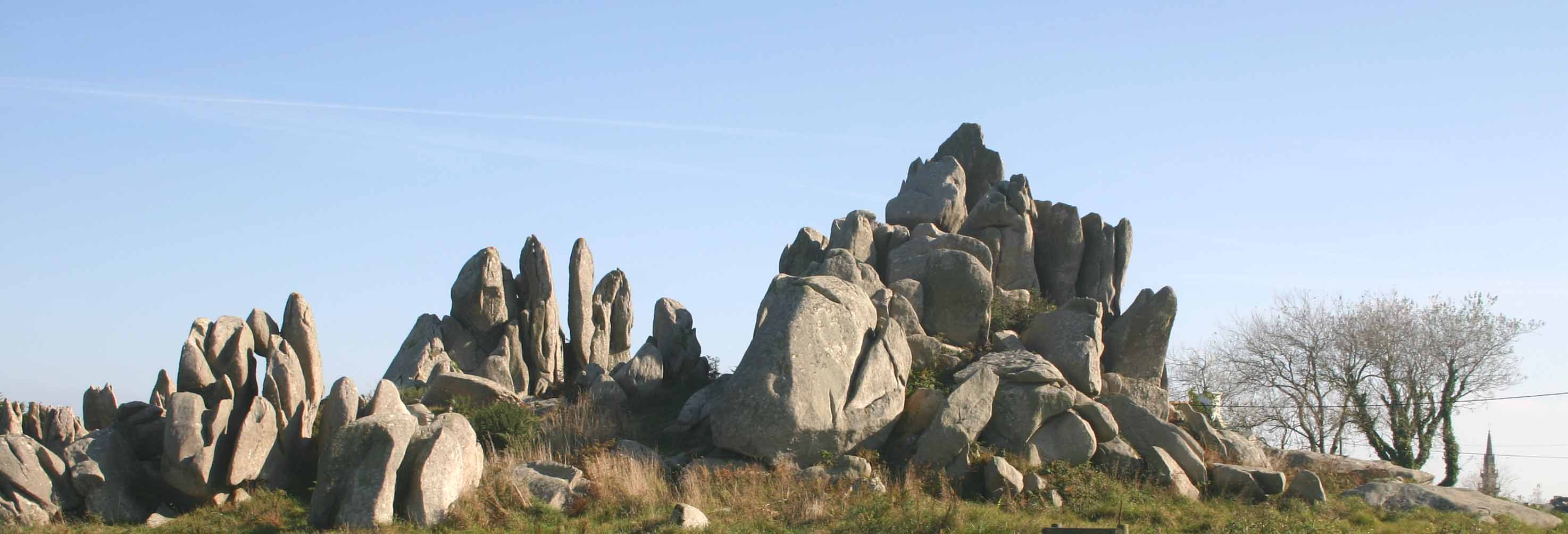
Felsen von Guissény

- Das Souterrain von Guissény ist eines von etwa 200 bekannten Souterrains in der Bretagne.
- Pfarrkirche Saint-Sezny, ihr umfriedeter Pfarrbezirk und das ehemalige Beinhaus, heute Kapelle de l’Immaculée-Conception
- Kapelle Notre-Dame im Weiler Brendaouez, im 16. Jahrhundert erbaut, zerstört in der Französischen Revolution, 1874 neu errichtet
- Ehemaliges Wachthaus im Weiler Dibennou, gebaut im ausgehenden 17. Jahrhundert

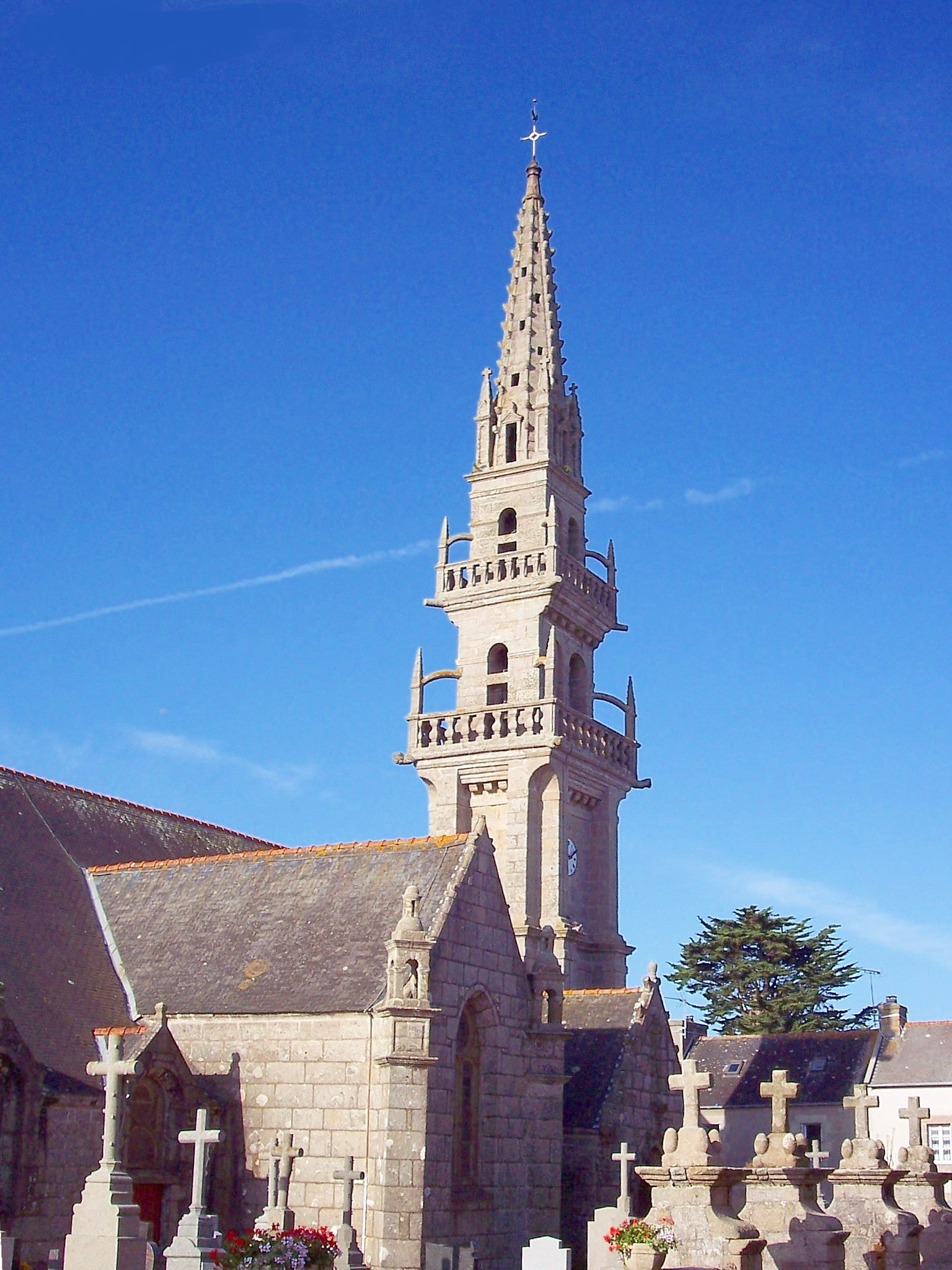
Pfarrkirche Saint-Sezny
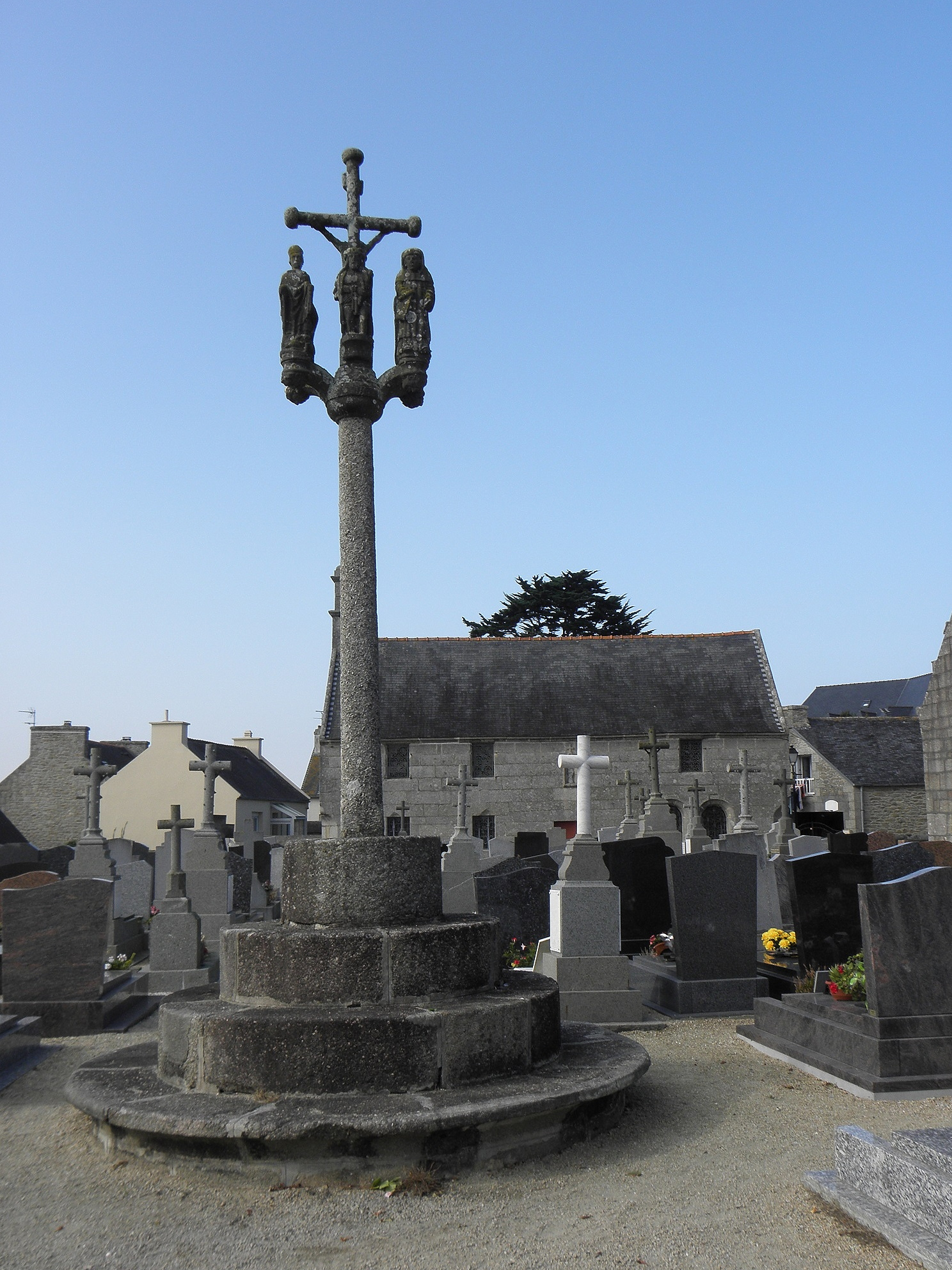
Umfriedeter Pfarrbezirk
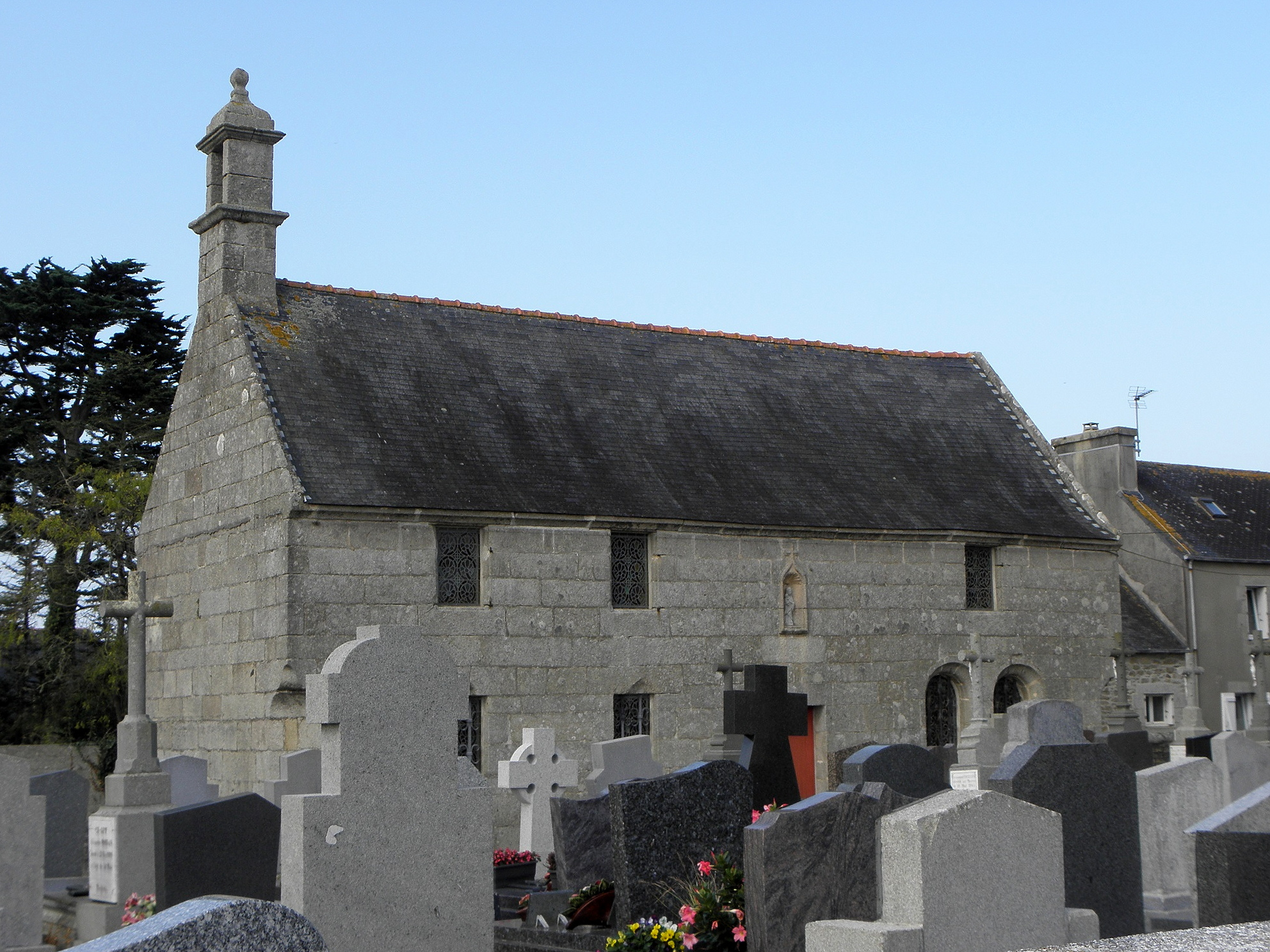
Ehemaliges Beinhaus
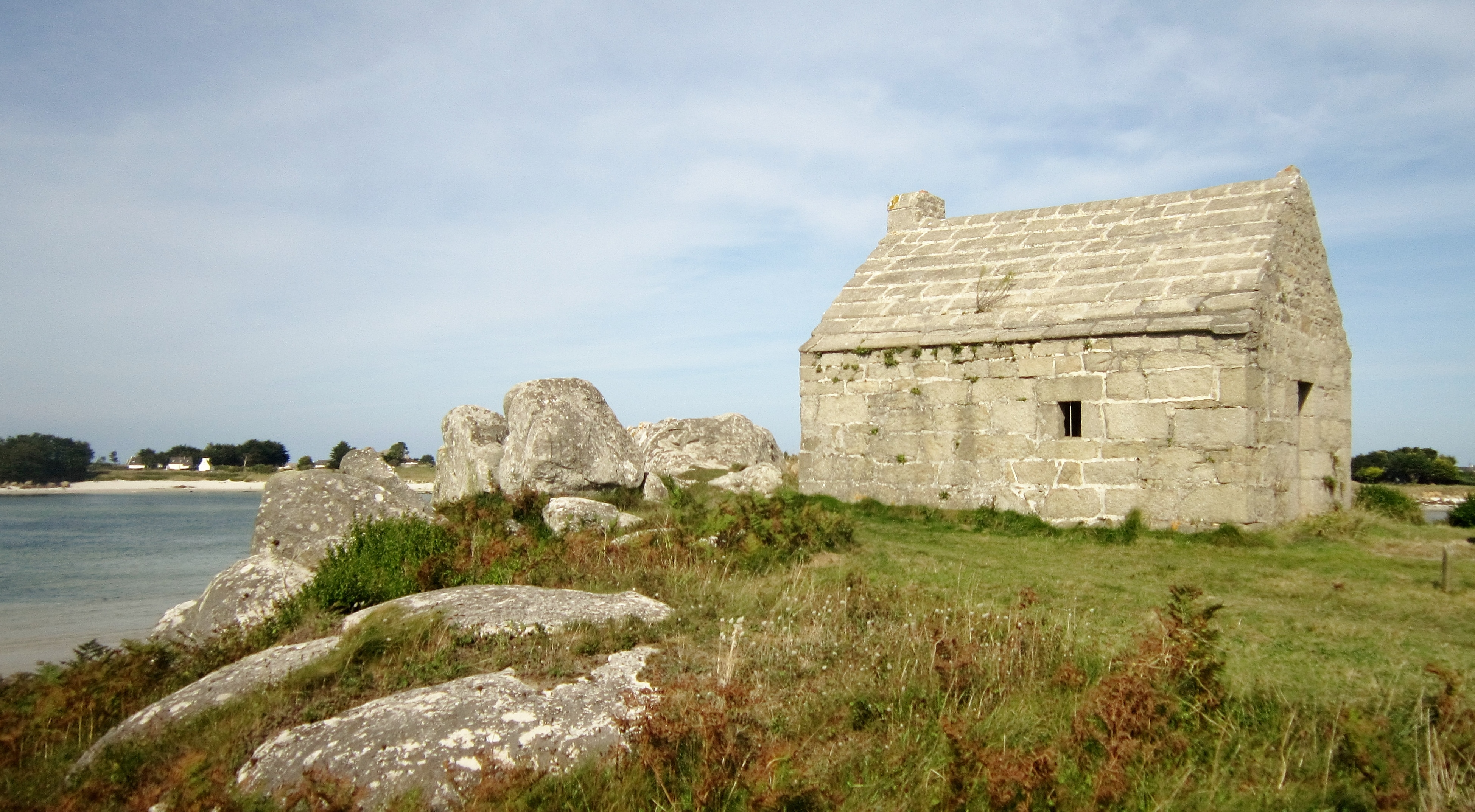
Ehemaliges Wachthaus